# Unión Estepona CF
Unión Estepona Club de Fútbol byl španělský fotbalový klub sídlící ve městě Estepona v autonomním společenství Andalusie. Klub byl založen v roce 1995 sloučením klubů Estepona CF a UD Estepona, zanikl v roce 2014. V sezóně 2007/08 klub poprvé v historii postoupil z regionálních soutěžích, když se v nejvyšší regionální soutěži umístil na 2. místě a postoupil tak do čtvrté nejvyšší soutěže. O sezónu později klub dokonce postoupil o úroveň výše, když se v andaluské skupině umístil na prvním místě. Ve třetí nejvyšší soutěži se klub udržel pouze dvě sezóny, v té poslední sestoupil z osmnáctého místa. Ve čtvrté nejvyšší soutěži pak setrval až do svého zániku v roce 2014.
Největším úspěchem klubu je dvouletá účast ve třetí nejvyšší soutěži (v sezónách 2009/10 – 2010/11). Své domácí zápasy klub odehrával na stadionu Estadio Francisco Muñoz Pérez s kapacitou 4 500 diváků.

## Umístění v jednotlivých sezonách
Legenda: Z – zápasy, V – výhry, R – remízy, P – porážky, VG – vstřelené góly, OG – obdržené góly, +/- – rozdíl skóre, B – body, červené podbarvení – sestup, zelené podbarvení – postup, světle fialové podbarvení – přesun do jiné soutěže
| Sezóny  | Liga                                  | Úroveň | Z                                                          | V                                                          | R                                                          | P                                                          | VG                                                         | OG                                                         | B                                                          | +/-                                                        | Pozice |
| ------- | ------------------------------------- | ------ | ---------------------------------------------------------- | ---------------------------------------------------------- | ---------------------------------------------------------- | ---------------------------------------------------------- | ---------------------------------------------------------- | ---------------------------------------------------------- | ---------------------------------------------------------- | ---------------------------------------------------------- | ------ |
| 1995/96 | Segunda División Andaluza – sk. ?     | 6      | …                                                          | …                                                          | …                                                          | …                                                          | …                                                          | …                                                          | …                                                          | …                                                          | 2.     |
| 1996/97 | Primera División de Andalucía – sk. ? | 5      | …                                                          | …                                                          | …                                                          | …                                                          | …                                                          | …                                                          | …                                                          | …                                                          | 7.     |
| 1997/98 | Primera División de Andalucía – sk. ? | 5      | …                                                          | …                                                          | …                                                          | …                                                          | …                                                          | …                                                          | …                                                          | …                                                          | 2.     |
| 1998/99 | Primera División de Andalucía – sk. ? | 5      | …                                                          | …                                                          | …                                                          | …                                                          | …                                                          | …                                                          | …                                                          | …                                                          | 10.    |
| 1999/00 | Primera División de Andalucía – sk. ? | 5      | …                                                          | …                                                          | …                                                          | …                                                          | …                                                          | …                                                          | …                                                          | …                                                          | 4.     |
| 2000/01 | Primera División de Andalucía – sk. ? | 5      | …                                                          | …                                                          | …                                                          | …                                                          | …                                                          | …                                                          | …                                                          | …                                                          |        |
| 2001/02 | Primera División de Andalucía – sk. ? | 5      | …                                                          | …                                                          | …                                                          | …                                                          | …                                                          | …                                                          | …                                                          | …                                                          | 3.     |
| 2002/03 | Primera División de Andalucía – sk. ? | 5      | …                                                          | …                                                          | …                                                          | …                                                          | …                                                          | …                                                          | …                                                          | …                                                          | 9.     |
| 2003/04 | Primera División de Andalucía – sk. ? | 5      | …                                                          | …                                                          | …                                                          | …                                                          | …                                                          | …                                                          | …                                                          | …                                                          | 4.     |
| 2004/05 | Primera División de Andalucía – sk. ? | 5      | …                                                          | …                                                          | …                                                          | …                                                          | …                                                          | …                                                          | …                                                          | …                                                          | 7.     |
| 2005/06 | Primera División de Andalucía – sk. ? | 5      | …                                                          | …                                                          | …                                                          | …                                                          | …                                                          | …                                                          | …                                                          | …                                                          | 9.     |
| 2006/07 | Primera División de Andalucía – sk. ? | 5      | …                                                          | …                                                          | …                                                          | …                                                          | …                                                          | …                                                          | …                                                          | …                                                          | 3.     |
| 2007/08 | Primera División de Andalucía – sk. ? | 5      | …                                                          | …                                                          | …                                                          | …                                                          | …                                                          | …                                                          | …                                                          | …                                                          | 2.     |
| 2008/09 | Tercera División – sk. IX             | 4      | 38                                                         | 27                                                         | 6                                                          | 5                                                          | 87                                                         | 36                                                         | +51                                                        | 87                                                         | 1.     |
| 2009/10 | Segunda División B – sk. IV           | 3      | 38                                                         | 14                                                         | 10                                                         | 14                                                         | 48                                                         | 50                                                         | -2                                                         | 52                                                         | 9.     |
| 2010/11 | Segunda División B – sk. IV           | 3      | 38                                                         | 8                                                          | 16                                                         | 14                                                         | 37                                                         | 45                                                         | -8                                                         | 40                                                         | 18.    |
| 2011/12 | Tercera División – sk. IX             | 4      | 40                                                         | 26                                                         | 7                                                          | 7                                                          | 76                                                         | 37                                                         | +39                                                        | 85                                                         | 2.     |
| 2012/13 | Tercera División – sk. IX             | 4      | 38                                                         | 12                                                         | 9                                                          | 17                                                         | 53                                                         | 56                                                         | -3                                                         | 45                                                         | 1.     |
| 2013/14 | Tercera División – sk. IX             | 4      | Klub se odhlásil v průběhu sezóny, výsledky byly anulovány | Klub se odhlásil v průběhu sezóny, výsledky byly anulovány | Klub se odhlásil v průběhu sezóny, výsledky byly anulovány | Klub se odhlásil v průběhu sezóny, výsledky byly anulovány | Klub se odhlásil v průběhu sezóny, výsledky byly anulovány | Klub se odhlásil v průběhu sezóny, výsledky byly anulovány | Klub se odhlásil v průběhu sezóny, výsledky byly anulovány | Klub se odhlásil v průběhu sezóny, výsledky byly anulovány | 20.    |